# Batembat (Tengah Tani)
Batembat is een bestuurslaag in het regentschap Cirebon van de provincie West-Java, Indonesië. Batembat telt 5094 inwoners (volkstelling 2010).